# EcoFlow
EcoFlow ist ein chinesisches Unternehmen, das sich auf die Entwicklung und Produktion von tragbaren Energiespeichern, Solargeneratoren und weiteren Lösungen für die mobile und netzunabhängige Stromversorgung spezialisiert hat. Das Unternehmen wurde 2017 in Shenzhen gegründet und zählt zu den weltweit führenden Anbietern im Bereich mobiler Energiespeicher für private und gewerbliche Anwendungen.

## Geschichte
EcoFlow wurde im Mai 2017 von Bruce Lei Wang (auch Lei Wang, 王雷) gegründet. Wang promovierte an der University of Hong Kong im Bereich Energiespeichertechnik und war zuvor als Leiter der Batterie-Forschung und -Entwicklung beim Drohnenhersteller DJI tätig. Mit dem Ziel, saubere Energie überall verfügbar zu machen, brachte EcoFlow im selben Jahr mit der „River“-Powerstation das erste Produkt auf den Markt. Die Markteinführung erfolgte über eine erfolgreiche Crowdfunding-Kampagne auf Indiegogo.
In den folgenden Jahren weitete EcoFlow sein Produktportfolio aus und expandierte international. Mit der Einführung der DELTA-Serie setzte das Unternehmen neue Maßstäbe in der mobilen Stromversorgung. 2021 wurde die EcoFlow DELTA Pro von der US-amerikanischen Zeitschrift TIME als eine der „Best Inventions of 2021“ ausgezeichnet.

## Unternehmen
EcoFlow hat seinen Hauptsitz in Shenzhen, China, und unterhält Niederlassungen in den USA, Europa und Japan. Das Unternehmen zählt zu den am schnellsten wachsenden Anbietern im Markt für portable Energiespeicher. Laut eigenen Angaben werden die Produkte in über 100 Ländern vertrieben. 2022 erreichte EcoFlow den sogenannten „Unicorn“-Status mit einer Bewertung von über einer Milliarde US-Dollar.

## Auszeichnungen
- TIME Best Inventions (2021)
- Red Dot Design Award (2019, 2022)[5]
- iF Design Award (2023)[6]